# Fu-Schnickens
I Fu-Schnickens sono stati un gruppo rap, attivo durante gli anni '90. I componenti del trio erano Chip Fu (Roderick Roachford), Moc Fu (Joe Jones) e Poc Fu (Lennox Maturine). Il nome "F.U." sta per "For Unity", mentre Schnickens è una parola inventata che significherebbe coalizione. La loro canzone più famosa è What's Up Doc (Can We Rock), assieme al cestista e rapper Shaquille O'Neal. Nel 1992 sotto la Jive Records pubblicano il primo album dal titolo F.U. Don't Take It Personal, nel 1994 il loro secondo album dal titolo Nervous Breakdown, nel 1995 esce il loro Greatest Hits.

## Discografia
- (1992) - F.U. Don't Take It Personal
- (1994) - Nervous Breakdown
- (1995) - Greatest Hits

## Singoli
- Ring the Alarm (1991)
- La Schmoove (1992)
- True Fu-Schnick (1992)
- What's Up Doc? (Can We Rock) (1993)
- Breakdown (1994)
- Sum Dum Munkey (1995)